# 야마우라촌
야마우라촌(山浦村)은 오이타현 하야미군에 있던 촌이다. 현재의 기쓰키시의 일부에 해당한다.

## 역사
- 1889년 4월 1일 - 정촌제 시행에 의해 하야미군 야마우라촌이 성립하였다.
- 1955년 3월 31일 - 야마가정, 다테이시정과 합병해, 야마가정이 신설되어, 동일 야마우라촌은 폐지되었다.

## 참고문헌
- 角川日本地名大辞典 44 大分県
- 『市町村名変遷辞典』東京堂出版、1990年。